# Daniel Elias Garcia
Daniel Elias Garcia (Cameron, 30 agosto 1960) è un vescovo cattolico statunitense, dal 2 luglio 2025 vescovo eletto di Austin.

## Biografia
Daniel Elias Garcia è nato a Cameron, nel Texas, il 30 agosto 1960 ed è il maggiore dei dieci figli di Daniel Castilleja Garcia, Jr. e Sarah Muñoz Garcia. Ha ricevuto tutti i sacramenti nella parrocchia del Santissimo Sacramento a Cameron.

### Formazione e ministero sacerdotale
Nel 1978 si è diplomato alla C.H. Yoe High School di Cameron e nel 1982 ha conseguito l'associate degree presso il Junior College di Tyler. Entrato in seminario, ha ottenuto il Bachelor of Arts in filosofia nel 1984 e il Master of Divinity nel 1988 presso l'Università di San Tommaso a Houston. Nel 2007 ha ottenuto il Master of Arts in studi liturgici presso il College of Saint Benedict and Saint John's University a Collegeville, nel Minnesota.
Il 30 gennaio 1988 è stato ordinato diacono. Il 28 maggio successivo è stato ordinato presbitero per la diocesi di Austin dal vescovo John Edward McCarthy. In seguito è stato vicario parrocchiale della parrocchia di Santa Caterina da Siena ad Austin dal 15 giugno 1988 al 1º giugno 1990; vicario parrocchiale della parrocchia di Cristo Re ad Austin dal 1º giugno 1990 al 1º luglio 1991; vicario parrocchiale della parrocchia di San Luigi a Austin dal 1º luglio 1991 al 15 giugno 1992; parroco della parrocchia di Santa Maria Maddalena a Humble dal 15 giugno 1992 al 1º luglio 1995; parroco della parrocchia di San Vincenzo de' Paoli ad Austin dal 1º luglio 1995 al 3 marzo 2014; decano del decanato di Austin Nord dal 2007 al 2014 e vicario generale e moderatore della curia dal 3 marzo 2014.
È stato anche membro del consiglio presbiterale dal 2003, del collegio dei consultori dal 2007, del consiglio per il personale presbiterale dal 2011, dell'equipe vocazionale diocesana, della commissione liturgica e del comitato consultivo per il diaconato e cerimoniere del vescovo.

### Ministero episcopale
Il 21 gennaio 2015 papa Francesco lo ha nominato vescovo ausiliare di Austin e titolare di Capso. Ha ricevuto l'ordinazione episcopale il 3 marzo successivo nella chiesa di San Guglielmo a Round Rock dal vescovo di Austin Joe Steve Vásquez, co-consacranti l'arcivescovo metropolita di New Orleans Gregory Michael Aymond e il vescovo di San Angelo Michael James Sis.
Il 27 novembre 2018 lo stesso pontefice lo ha nominato vescovo di Monterey. Ha preso possesso della diocesi il 29 gennaio successivo.
Nel gennaio del 2020 ha compiuto la visita ad limina.
In seno alla Conferenza dei vescovi cattolici degli Stati Uniti è presidente del sottocomitao per il culto divino in spagnolo, membro del comitato per il culto divino e membro del comitato per le comunicazioni.
Il 2 luglio 2025 papa Leone XIV lo ha nominato vescovo di Austin.
Oltre all'inglese, conosce lo spagnolo.

## Genealogia episcopale
La genealogia episcopale è:
- Cardinale Scipione Rebiba
- Cardinale Giulio Antonio Santori
- Cardinale Girolamo Bernerio, O.P.
- Arcivescovo Galeazzo Sanvitale
- Cardinale Ludovico Ludovisi
- Cardinale Luigi Caetani
- Cardinale Ulderico Carpegna
- Cardinale Paluzzo Paluzzi Altieri degli Albertoni
- Papa Benedetto XIII
- Papa Benedetto XIV
- Cardinale Enrico Enriquez
- Arcivescovo Manuel Quintano Bonifaz
- Cardinale Buenaventura Córdoba Espinosa de la Cerda
- Cardinale Giuseppe Maria Doria Pamphilj
- Papa Pio VIII
- Papa Pio IX
- Cardinale Alessandro Franchi
- Cardinale Giovanni Simeoni
- Cardinale Antonio Agliardi
- Cardinale Basilio Pompilj
- Cardinale Adeodato Piazza, O.C.D.
- Cardinale Luigi Raimondi
- Arcivescovo Patrick Fernández Flores
- Vescovo Joseph Anthony Fiorenza
- Vescovo Joe Steve Vásquez
- Vescovo Daniel Elias Garcia